# Haas Visser 't Hooft
Haas Visser 't Hooft   (Haarlem, 20 de setembre de 1905 - Martigny, 28 de juliol de 1977) va ser un jugador d'hoquei sobre herba neerlandès que va competir durant la dècada de 1920.
El 1928 va prendre part en els Jocs Olímpics d'Amsterdam, on va guanyar la medalla de plata com a membre de l'equip neerlandès en la competició d'hoquei sobre herba.